# Jean Berrier
Jean-Francois-Constant Berrier (* 1766 in Aire im Artois; † 12. Juni 1824 in Paris) war ein französischer Dramatiker, Poet und Journalist.

## Biographie
Über Berriers Jugend und Ausbildung ist nichts bekannt. Er befand sich wohl, 25-jährig, zur Zeit der Revolution, bereits in Paris und lehnte die stattfindenden Exzesse ab. Er durchlebte in dieser Zeit große Ängste und war froh, der Situation durch Flucht zum Militär entgangen zu sein. Dort avancierte er rasch zum Proviantmeister, zuerst unter Kellermann und später, in Italien unter Schérer.
Seine gemäßigte Einstellung und seine Menschlichkeit hatten ihn veranlasst, vom Regime Verfolgte, unter seine Administration zu stellen. Als er später beim Journal des Hommes libres beschäftigt war, wurde er deshalb, während der Terrorherrschaft, denunziert und er war gezwungen seine Tätigkeit niederzulegen.
Unter Napoleon war er für mehrere Lebensmittellieferanten Hauptbevollmächtigter für die Belieferung der Armee. Auch diesmal wurde er, wie in dieser Zeit alltäglich, nun wegen verschiedener royalistischer Intrigen, denunziert und dafür verurteilt, was ihm mehrere Monate Haft einbrachte. Im Gegensatz zu anderen beendete er seine Militärzeit völlig mittellos.
Ab 1814 arbeitete Berrier für die Gazette de France, für die er englische Journale übersetzte. Neben dieser obskuren Beschäftigung bekleidete er von 1820 bis 1822 einen kleinen Posten bei der Polizeipräfektur. Erst als ein Freund aus seiner Militärzeit sich für ihn einsetze, konnte er bei der Polizei Karriere machen und er wurde zum Abteilungsleiter befördert.
Berrier trat erst 1810 als Poet in Erscheinung; es sind Oden und Gedichte überliefert. Bekannt wurde er jedoch durch seine Libretti zu Vaudevilles.
Berrier hatte zwei Söhne, von denen einer, Constant (1797–1850), ebenfalls als Poet und Dramatiker bekannt wurde. Außer seinem Werk ist über sein Leben fast nichts überliefert.

## Werk (Auszug)
- Le Mari confident, 1820, Théâtre de l’Ambigu-Comique
- Epicurien malgré lui, 1822, Théâtre de la Porte Saint-Martin
- Les Deux Lucas, 1823, Théâtre de la Gaîté
- Felix et Roger, 1824, Théâtre de la Gaîté